# Herauscorritsehe

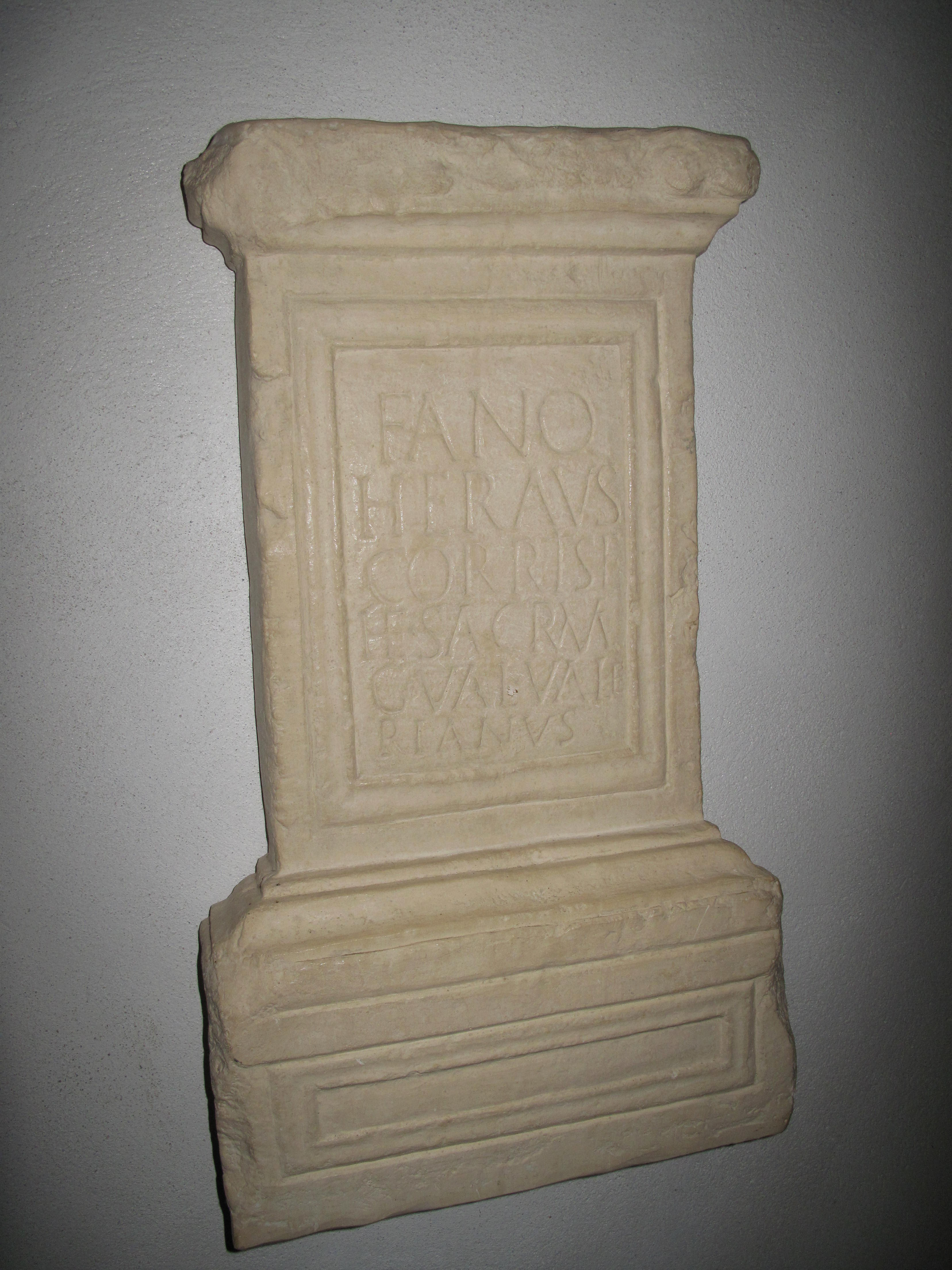
Copie d'une plaque romaine avec une inscription latine dans la chapelle de la Madeleine de Tardets (Pyrénées-Atlantiques) mentionnant "Herauscorritse".

Herrauscorritsehe est une divinité de la région de Tardets (Soule). Sur la colline dite « de la Madeleine » se trouve une chapelle du même nom.
L’emplacement de la Madeleine fut d’abord un haut lieu d’un culte païen. Elle est bâtie sur un ancien lieu de culte primitif. Une inscription votive, rédigée en latin, en l’honneur d’une divinité euskarienne (issue, native du Pays basque) est encastrée dans un mur de la chapelle.
L’édifice est dédié à sainte Madeleine, qui, d’après la légende, se réfugia en ce lieu au XIVe siècle. Des pèlerins s’y retrouvent deux fois par an : le dimanche précédant le dimanche des Rameaux et le 22 juillet, fête de Sainte Madeleine.

## Origine du nom
Plusieurs hypothèses ont été avancées sur la signification du nom :
- Pour Mgr de Saint-Pierre, il s’agissait du « dieu de la poussière rouge »
- Pour le docteur Urutibehety du « dieu de la foudre rouge » (Heraus : ce qui descend du ciel, la foudre ; corritse : rouge). C'est l'interprétation généralement retenue, notamment en raison de la nécessité pour les bergers de s'assurer de la bienveillance d'une divinité liée aux orages, équivalent de Jupiter [1].